# همان‌گویی (معنی‌شناسی)
همان‌گویی (به انگلیسی: Tautology)، برگرفته از واژه‌های یونانی tauto= «همانند» و logos= «نام») در معنی‌شناسی، یکی از روابط مفهومی در سطح جمله است که در اصل کاربرد حشو درون جمله به حساب می‌آید. برای مثال در جمله‌های:
1. شیراز، شیراز است.
2. آدم گرسنه، گشنه است.
3. یک فرد نر، مذکر است.

همانگویی در جملهٔ اول از طریق تکرار، در جملهٔ دوم با استفاده از واژهٔ هم‌معنی و در جملهٔ سوم با کاربرد شرط لازم و کافی تحقق یافته‌است (بسیاری از زبان‌شناسان تنها نمونه‌هایی نظیر مثال اول را همانگویی می‌دانند).